# Tomasz Jóźwiak
Tomasz Jóźwiak (ur. 21 lipca 1959 w Milanówku, zm. 19 marca 2011) – doktor, specjalista sozologii i ekologii strefy brzegowej Polski, wykładowca uniwersytecki, były dziennikarz i felietonista. 
Absolwent Politechniki Gdańskiej (inżynieria chemiczna) i Uniwersytetu Gdańskiego (oceanografia biologiczna).
W latach 1985–1989 pracował w Zakładzie Oceanografii Biologicznej Uniwersytetu Gdańskiego. Od 1989 do 1993 roku był organizatorem i wicedyrektorem Centrum Biologii Morza PAN w Gdyni. 
W 1991 został koordynatorem krajowym i członkiem grupy sterującej ogólnoeuropejskiego projektu badawczo-edukacyjnego „Coastwatch Europe” („Obserwator Wybrzeża Europy”).
Do pracy w Instytucie Oceanografii UG (Zakład Biologii i Ekologii Morza) wrócił w 1994.   
W latach 1996–2002 był kierownikiem Biura Rektora UG i rzecznikiem prasowym Uniwersytetu Gdańskiego. 
W 1997 założył i został redaktorem naczelnym miesięcznika środowiska akademickiego Trójmiasta „Vivat academia” (wyd. do 2002). W tym samym roku obronił doktorat na podstawie rozprawy „Wpływ zmian sozologicznych na ekosystem polskiej strefy przybrzeżnej w latach 1992-1995” (prom. prof. Anna Szaniawska).
Jest autorem 11 pozycji książkowych oraz ok. 50 publikacji i doniesień naukowych z zakresu sozologii i ekologii morza. 
Członek założyciel Polskiego Towarzystwa Ekologicznego i Polskiego Towarzystwa Fykologicznego oraz członek kilku międzynarodowych i krajowych towarzystw naukowych. Ekspert Narodowego Programu Foresight Polska 2020.
W latach 1991–1995 publikował artykuły i felietony dotyczące ochrony środowiska morskiego w „Gazecie Wyborczej” i lokalnych gazetach Pomorza. Autor 3 letnich cyklów łącznie ok. 150 morskich felietonów ekologicznych („Gazeta Wyborcza”; 1992-1994). 
Nagrał również cykle audycji popularnonaukowych dla Programu 3 PR, Radia Koszalin i Radia Plus (1994-1996).
Zmarł 19 marca 2011 w Hospicjum im. św. Józefa w Sopocie. 
Patron nagrody przyznawanej dla autora(-ów) artykułu dotyczącego ochrony środowiska Morza Bałtyckiego, opublikowanego w czasopiśmie naukowym „Oceanological and Hydrobiological Studies”.